# 크로토네도
크로토네도(이탈리아어: Provincia di Crotone)은 이탈리아 남부 칼라브리아주의 도이다. 도청 소재지는 크로토네이다. 면적은 1,717 km2, 인구는 172,970(2005)이다.